# Potentialbarriere

Darstellung eines Potentials V(x). Das Potential weist an der Position x=0 eine rechteckige Potentialbarriere der Breite 2a und Höhe V_{0} auf.

Eine Potentialbarriere, auch Potentialschwelle oder Potentialwall, ist ein Raumbereich, in dem ein Potential ein lokales Maximum annimmt (Abbildung Bereich II). Als Potential wird dabei eine Funktion bezeichnet, die jedem Punkt im Raum oder jedem Zustand in einem Phasenraum eine potentielle Energie zuordnet. Raumbereiche, die sich zwischen Potentialbarrieren befinden und in denen das Potential ein lokales Minimum annimmt, werden als Potentialtöpfe bezeichnet. Ob ein System oder ein Teilchen eine Potentialbarriere überwinden kann (von Bereich I in Bereich III der Abbildung wechseln), hängt dabei von seiner Energie, der Höhe und der Form der Barriere ab. 
Eine Potentialbarriere kann unterschiedliche Formen besitzen. Zu Berechnungs- und Illustrationszwecken wird häufig die Form einer Rechteckfunktion aus zwei Potentialstufen verwendet.
Eine wichtige Potentialbarriere ist der Coulombwall.

## Bedeutung
Eine Potentialbarriere hat zur Folge, dass ein bestimmter physikalischer Prozess (etwa das Fließen eines elektrischen Stromes oder eine Bewegung aufgrund von Gravitationskräften) verhindert bzw. behindert wird. So kann es sich um ein Teilchen in einem Gravitationspotential oder ein geladenes Teilchen in einem elektrischen Potential entlang einer Raumachse x handeln. 
In der klassischen Physik muss ein Objekt mehr Energie als die Energie V0 im Maximum der Potentialbarriere besitzen, um sie überwinden zu können: um z. B. über einen Berg rollen zu können, muss ein Ball mehr Bewegungsenergie besitzen als seine potentielle Energie an der Spitze des Berges beträgt. In der Quantenmechanik kann jedoch auch ein Teilchen mit geringerer Energie eine Potentialbarriere überwinden, was dann als tunneln bezeichnet wird.